# C*-алгебра
{\displaystyle C^{*}}-алгебра — банахова алгебра с инволюцией, удовлетворяющей свойствам сопряжённого оператора.
Впервые были рассмотрены для применения в квантовой механике в качестве  алгебр физически наблюдаемых объектов. Это направление исследований началось с матричной квантовой механики Вернера Гейзенберга и в более математически развитой форме с работ Паскуаля Йордана около 1933 года. Впоследствии Джон фон Нейман попытался установить общую структуру этих алгебр, создав серию работ о кольцах операторов. В этих работах рассматривался особый класс {\displaystyle C^{*}}-алгебр, впоследствии ставший известным как алгебры фон Неймана. В 1943 году Израиль Гельфанд и Марк Наймарк, используя понятие вполне регулярных колец, дали общее определение {\displaystyle C^{*}}-алгебр, с того момента {\displaystyle C^{*}}-алгебры нашли широкое применение в алгебраических формулировках квантовой механики. Другой активной областью исследований стала классификация или определение степени возможной классификации для сепарабельных простых ядерных {\displaystyle C^{*}}-алгебр.

## Определения
{\displaystyle C^{*}}-алгебра определяется как банахова алгебра {\displaystyle A} над полем комплексных чисел, для каждого элемента которой {\displaystyle x\in A} которой определено отображение {\displaystyle x\mapsto x^{*}} со следующими свойствами:
- инволютивность: {\displaystyle x^{**}=(x^{*})^{*}=x},
- согласованность со сложением: {\displaystyle (x+y)^{*}=x^{*}+y^{*}},
- согласованность с умножением: {\displaystyle (xy)^{*}=y^{*}x^{*}},
- для всякого {\displaystyle \lambda \in \mathbb {C} } выполнено {\displaystyle (\lambda x)^{*}={\overline {\lambda }}x^{*}},
- выполнено так называемое {\displaystyle C^{*}}-тождество: {\displaystyle \|x^{*}x\|=\|x\|\|x^{*}\|}

### Замечания
- Все эти свойства без {\displaystyle C^{*}}-тождества определяют {\displaystyle ^{*}}-алгебру (то есть  {\displaystyle C^{*}}-алгебра — это {\displaystyle ^{*}}-алгебра с {\displaystyle C^{*}}-тождеством). {\displaystyle C^{*}}-тождество эквивалентно формуле:
{\displaystyle \|xx^{*}\|=\|x\|^{2}}.

- {\displaystyle C^{*}}-тождество является весьма сильным требованием, например, вместе с формулой спектрального радиуса из него следует, что {\displaystyle C^{*}}-норма однозначно определяется алгебраической структурой:
{\displaystyle \|x\|^{2}=\|x^{*}x\|=\sup\{|\lambda |:x^{*}x-\lambda \,1\ {\text{— необратим}}\}}.

- Ограниченный оператор {\displaystyle \pi \colon A\to B} между {\displaystyle C^{*}}-алгебрами {\displaystyle A} и {\displaystyle B} называется {\displaystyle ^{*}}-гомоморфизмом, если для всех {\displaystyle x} и {\displaystyle y} из {\displaystyle A} выполняется:
{\displaystyle \pi (xy)=\pi (x)\pi (y)}

и для всех {\displaystyle x} из {\displaystyle A} выполняется:
{\displaystyle \pi (x^{*})=\pi (x)^{*}}.
- В случае {\displaystyle C^{*}}-алгебр, любой {\displaystyle ^{*}}-гомоморфизм {\displaystyle \pi } между {\displaystyle C^{*}}-алгебрами является сжимающим, то есть ограниченным нормой {\displaystyle \leqslant 1}. Кроме того, инъективный {\displaystyle ^{*}}-гомоморфизм между {\displaystyle C^{*}}-алгебрами является изометрическим. Эти свойства являются следствиями {\displaystyle C^{*}}-тождества.

- Биективный {\displaystyle ^{*}}-гомоморфизм {\displaystyle \pi } называется {\displaystyle C^{*}}-изоморфизмом, и в этом случае {\displaystyle A} и {\displaystyle B} называются изоморфными.

## Примеры
Частным случаем {\displaystyle C^{*}}-алгебры является комплексная алгебра над полем {\displaystyle A} линейных непрерывных операторов на комплексном гильбертовом пространстве с двумя дополнительными свойствами:
- {\displaystyle A} является топологически замкнутым множеством в топологии операторной нормы,
- {\displaystyle A} замкнуто относительно операции взятия сопряжений операторов.

Другой важный класс негильбертовых {\displaystyle C^{*}}-алгебр составляют алгебры непрерывных функций {\displaystyle C_{0}(X)} на пространстве {\displaystyle X}.